# بن واتسون (بازیکن فوتبال، زاده ژوئیه ۱۹۸۵)
بن واتسون (انگلیسی: Ben Watson؛ زادهٔ ۹ ژوئیهٔ ۱۹۸۵) بازیکن فوتبال اهل انگلستان است.
از باشگاه‌هایی که در آن بازی کرده‌است می‌توان به کویینز پارک رنجرز، کریستال پالاس، ویگان اتلتیک، وست برومویچ آلبیون و واتفورد اشاره کرد.
وی همچنین در تیم ملی فوتبال زیر ۲۱ سال انگلستان بازی کرده است.